# Вэньчан (городской уезд)
Вэньча́н (кит. упр. 文昌, пиньинь Wénchāng) — город субокружного уровня в провинции Хайнань КНР.

## История
Когда в 111 году до н.э. империя Хань завоевала Намвьет, эти места вошли в состав уезда Цзыбэй (紫贝县). В 46 году до н.э. уезд Цзыбэй был расформирован.
После того, как во времена империи Суй остров Хайнань был официально включён в состав страны, в 607 году был образован уезд Удэ (武德县). После смены империи Суй на империю Тан уезд был в 622 году переименован в Пинчан (平昌县), а в 627 году получил название Вэньчан (文昌县).
После перехода острова Хайнань под контроль КНР уезд был в 1950 году включён в состав Административного района Хайнань (海南行政区) провинции Гуандун. В 1970 году Административный район Хайнань был переименован в Округ Хайнань (海南地区), но в 1972 году округ снова стал административным районом.
13 апреля 1988 года Административный район Хайнань был преобразован в отдельную провинцию Хайнань; административных единиц окружного уровня в то время в провинции не имелось, и уезд был подчинён напрямую властям провинции.
Постановлением Госсовета КНР от 7 ноября 1995 года уезд был преобразован в городской уезд.
С 2008 года на территории городского уезда началось строительство одноимённого космодрома, первый запуск с которого состоялся в 2016 году.

## Административное деление
Городской уезд делится на 16 посёлков.

## Экономика
В Вэньчане расположена крупнейшая газовая электростанция на Хайнане.

## Галерея

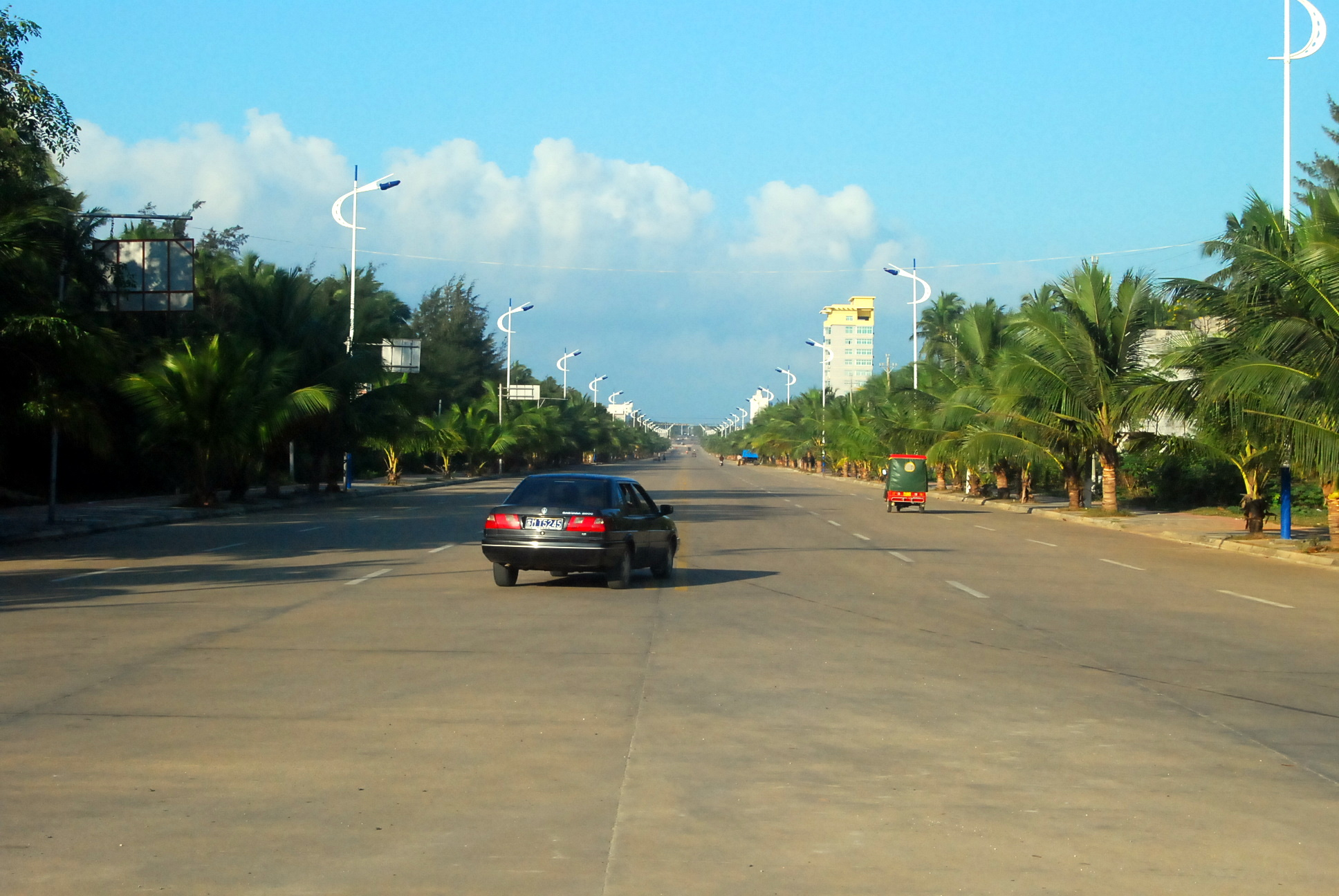
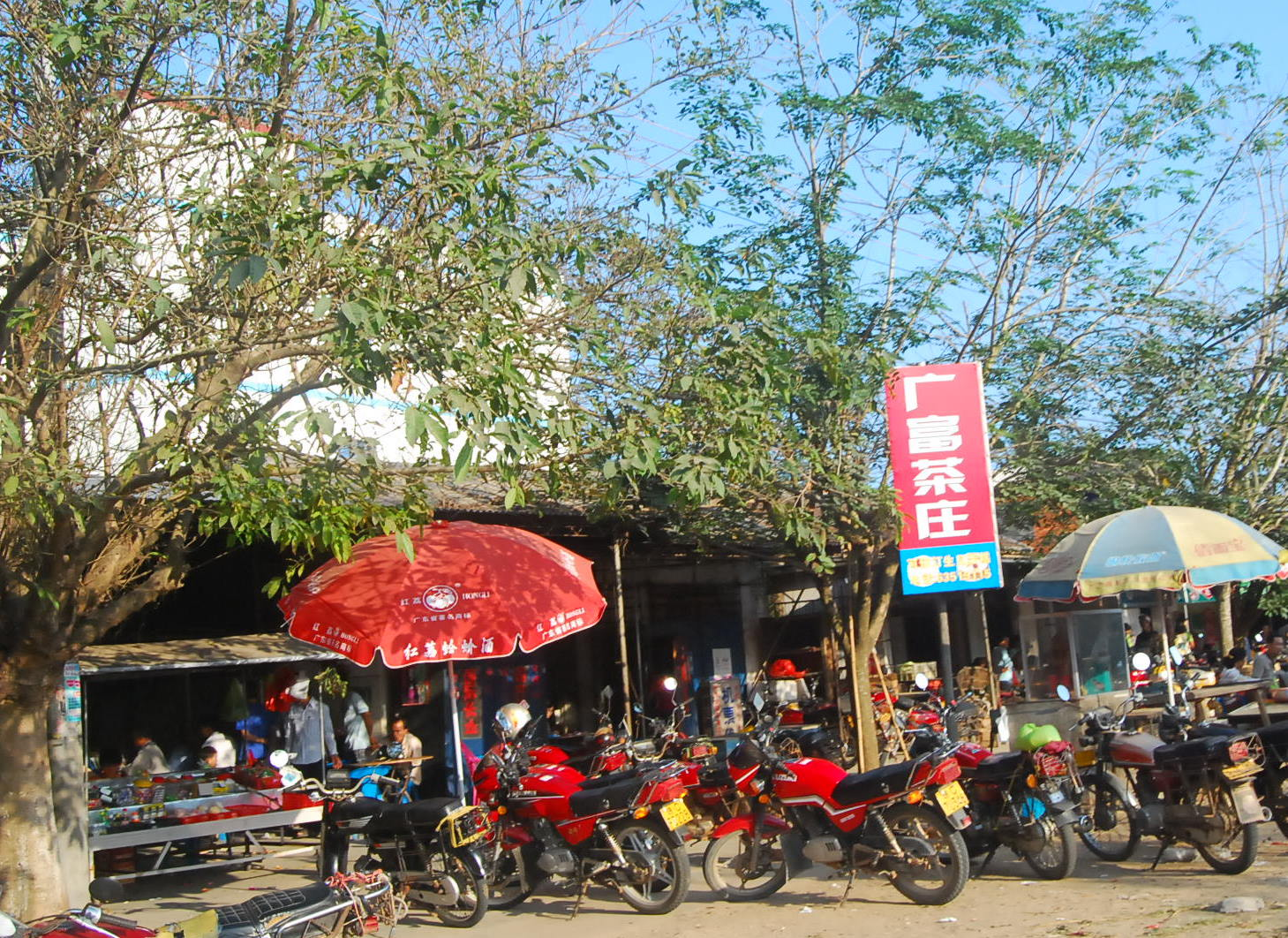
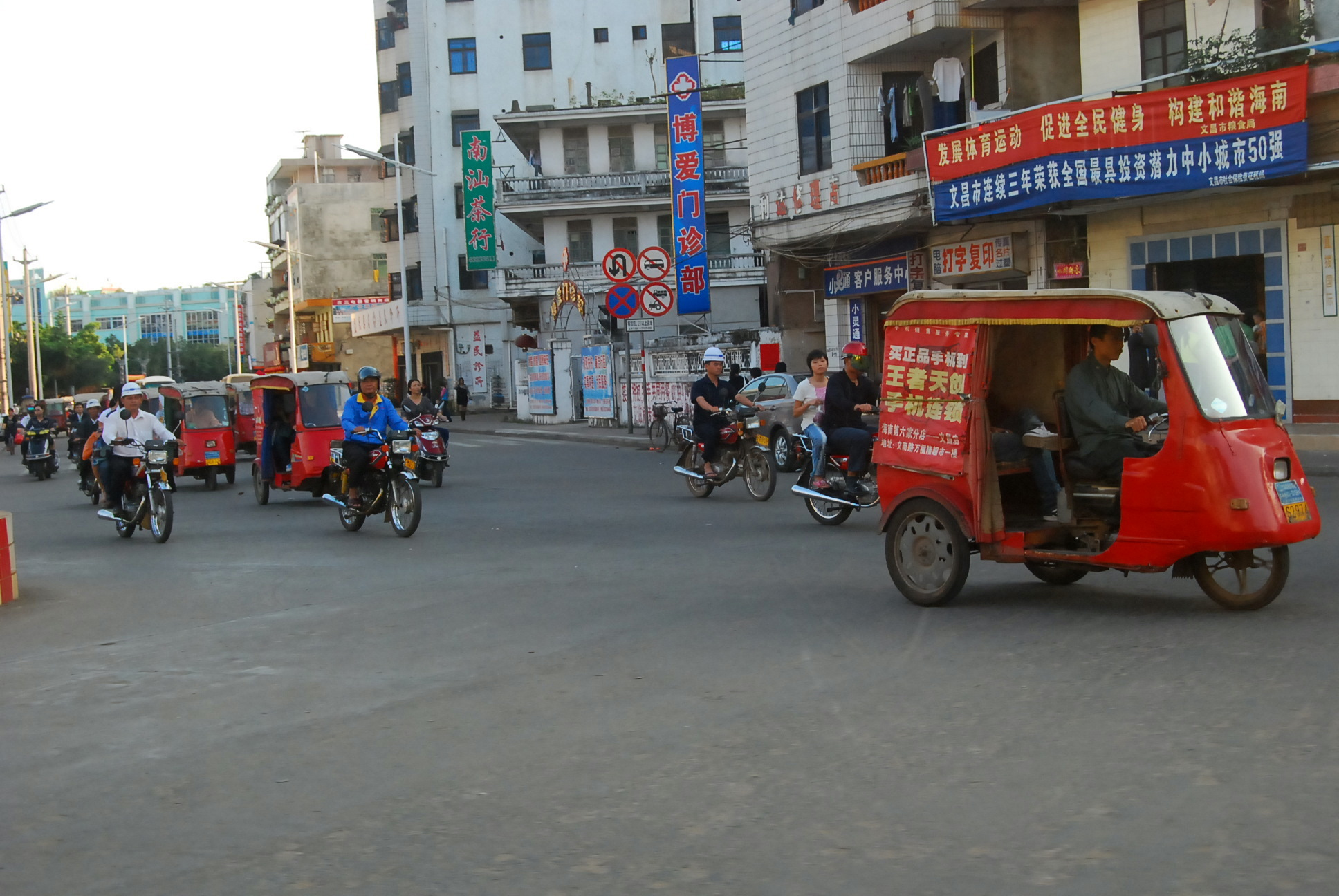
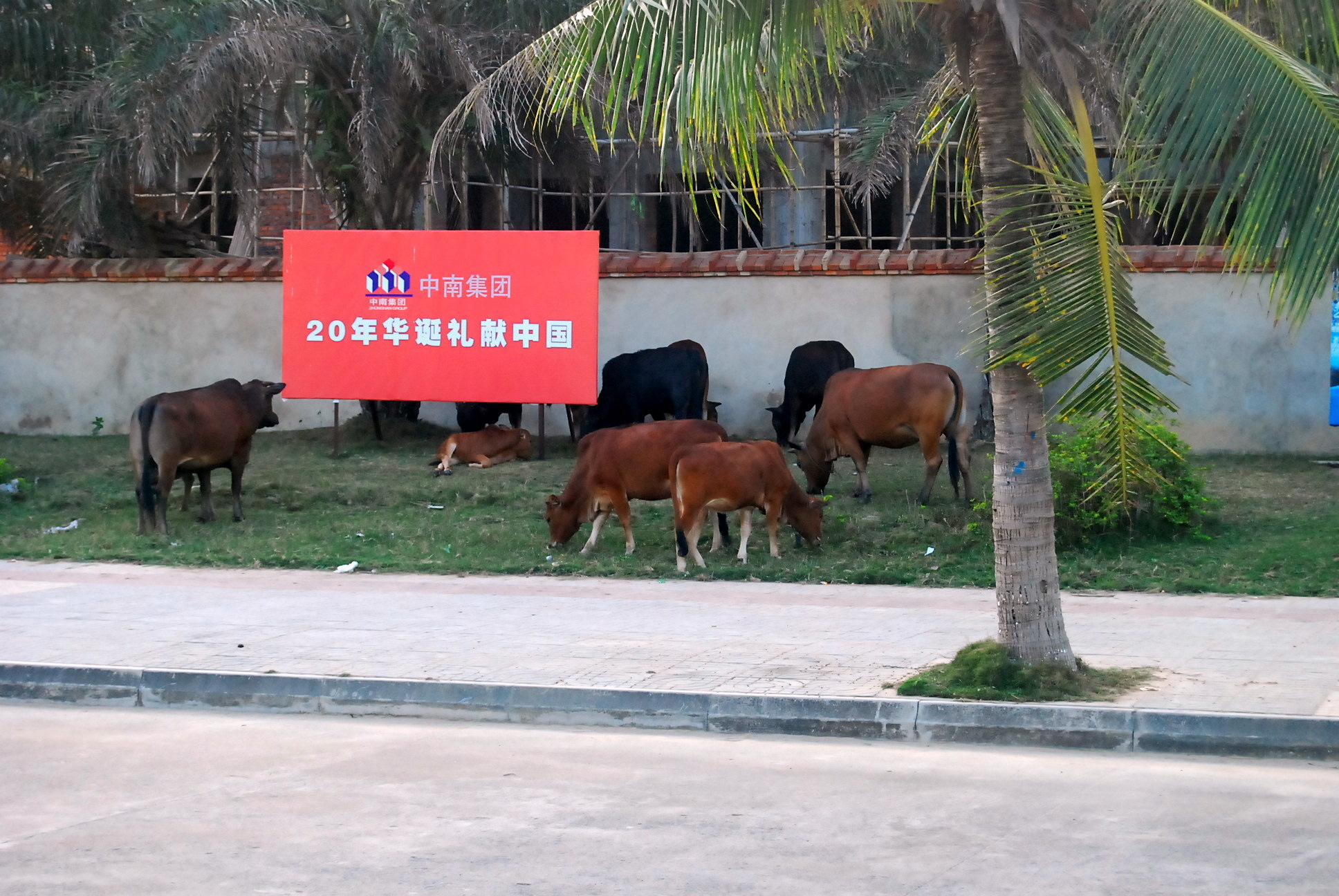